# Guerra Soviético-Japonesa
A guerra soviético-japonesa de 1945 (em russo:  Советско-японская война, transl. Sovetsko-iaponskaia voina; em japonês:  ソ連対日参戦, literalmente "entrada da União Soviética na guerra contra o Japão") começou em 9 de agosto de 1945 com a invasão soviética do Estado fantoche japonês de Manchukuo. Os soviéticos e os mongóis acabaram com o controle japonês em Manchukuo (Manchúria), Mengjiang (Mongólia Interior), norte da Coreia, Karafuto e Ilhas Chishima. A rápida derrota do Exército de Guangdong japonês ajudou na rendição japonesa e no término da Segunda Guerra Mundial.